# ウーゴ・ダ・カルピ
ウーゴ・ダ・カルピ（イタリア語: Ugo da Carpi、1480年頃 - 1532年頃）は、イタリアの版画家。

## 略歴
現在のモデナ県のカルピに生まれた。父親は貴族で大臣を務めたAstolfo da Panicoである。ヴェネツィアで長く過ごし、多色版画の技法「キアロスクーロ」に習熟した。しばしば「キアロスクーロ版画」技法の発明者とされ、自らもそう主張したとされるが、ダ・カルピよりも10年ほど早く、ドイツの画家、ハンス・ブルクマイアーとルーカス・クラナッハがこの技法を用いている。
ラファエロ・サンティの素描を原画とする複製版画など、洗練されたキアロスクーロ木版画を制作した。

## 作品
- 「ディオゲネス」パルミジャニーノ原画、1527年頃、Google アートプロジェクト
- 「ヘーラクレースとアンタイオス」ラファエロ・サンティ原画、1510年-1530年頃、メトロポリタン美術館蔵
- 「ダビデとゴリアテ」ラファエロ・サンティ原画、1510年-1530年頃、メトロポリタン美術館蔵